# ラーデベルガー
ラーデベルガー醸造所（Radeberger Exportbierbrauerei）は、ドイツ、ザクセン州ドレスデンの北東に位置するラーデベルクにあるビール醸造所である。

## 概要・歴史
1872年にツム・ベルクケラー（Zum Bergkeller）という名前で醸造所が開設される。ピルスナー発祥のチェコのボヘミア地方に近く、ドイツで最初のピルスナーを造ったと言われている。一貫してラーデベルガー・ピルスナーという銘柄のピルスナーだけを造り続けている。1885年に国外への輸出が増えたため、現在のラーデベルガー・エクスポートビーアブラオエライ（ラーデベルガー輸出ビール醸造所）という社名に変更する。2004年にOetker グループに買収される。
1905年12月11日に、ザクセン王フリードリヒ・アウグスト3世から、「王の飲み物」として認定を受け、ザクセン王室御用達のビールとして、王室にビールを提供していた。ラーデベルガー・ピルスナーのボトルネックには、このザクセン王家の紋章が入っている。また、それより40年以上前の1862年に在任したプロイセン王国、およびドイツ帝国初代宰相のオットー・フォン・ビスマルクからも、「首相の飲み物」として選定され、愛飲されていた。
DISQというドイツの民間の調査機関が、ニュースチャンネルN-TVの代わりに調査した2013年ビール顧客満足度の結果では、もっとも高い評価を得た。

## 商品ラインナップ
- 「Radeberger Pilsner」アルコール度数4.8%

## 参考図書
- 世界と日本のビールの図鑑　世界のビール博物館監修　主婦の友社2013年
- 世界のビール　藤原ヒロユキ　だいわ文庫2012年
- 世界のビール図鑑　ティム・ハンプソン　ネコ・パブリッシング2010年